# Больница Участковая
Больница Участковая — опустевшая деревня в Вышневолоцком городском округе Тверской области.

## География
Находится в центральной части Тверской области на расстоянии приблизительно 43 км по прямой на юг-юго-запад от вокзала железнодорожной станции Вышний Волочёк.

## История
Впервые была отмечена как больница на карте 1938 года. До 2019 года деревня входила в состав ныне упразднённого Есеновичского сельского поселения Вышневолоцкого муниципального района. Ныне опустела. 

## Население
Численность населения составляла 0 человек в 2002 году, 1 в 2010.